# Erwin Leder
Erwin Leder, född 30 juli 1951 i Sankt Pölten, Österrike, är en österrikisk skådespelare verksam sedan 1970-talet. Leder är internationellt främst känd för sin roll som maskinchefen Johann i Wolfgang Petersens Ubåten 1981. Han blev också uppmärksammad i rollen som psykopatisk mördare i filmen Angst 1983.

## Filmografi, urval
- 1981 – Ubåten
- 1983 – Angst
- 1993 – De tre musketörerna
- 1993 – Schindler's List
- 2003 – Underworld
- 2007 – Tre rövare (röst)
- 2016 – Melanijas hronika
- 2018 – Goliath96